# Pałac w Zarzeczu

Herb Sas, odmiana hrabiowska Dzieduszyckich

Pałac Dzieduszyckich w Zarzeczu – wybudowany w latach 1807–1810 w Zarzeczu dla Magdaleny Morskiej z Dzieduszyckich w stylu klasycystycznym wraz z dodatkowymi budynkami mieszczącymi oranżerię, stajnie z powozownią, zabudowania folwarczne i administracyjne. Zespół pałacowo-parkowy wpisany jest do rejestru zabytków pod numerem rejestracyjnym: A-42 z 12.05.1986.

## Położenie
Pałac położony jest we wsi Zarzecze – w Polsce w województwie podkarpackim, w powiecie przeworskim, w gminie Zarzecze. Leży nad rzeką Mleczką dopływem Wisłoka.

## Historia
Do stworzenia nowej siedziby zachęciła Magdalenę i Ignacego Morskich niezwykle malownicza okolica odznaczająca się zróżnicowaniem terenu, urokliwie wijącą się rzeką i skupiskami wiekowych dębów, będących pozostałością naturalnej dąbrowy. Centralnym punktem koncepcji postanowiono uczynić dwa wzniesienia – na jednym z nich zbudowano piękny pałac wraz z rotundą w narożu, wzorowaną na Świątyni Sybilli w Puławach, na drugim zaś zamierzano ufundować kościół inspirowany na kościele de la Madeleine w Paryżu. Tę budowlę dokończył jednak dopiero bratanek Magdaleny, Włodzimierz Dzieduszycki (1825–1899). Z obu wzniesień rozciągał się widok na płynącą w dolinie Mleczkę, rozległe łąki i pola, a także na rysujące się w oddali faliste wzgórza Pogórza Przemysko-Dynowskiego.
Na początku 1819 hrabina Morska wydała przyjęcie w pałacu, o którym wzmiankuje pamiętnikarz Franciszek Ksawery Prek w swoim pamiętniku pod datą 4 lutego i zamieszcza obok opisu balu, także opis apartamentu na pierwszym piętrze. Przez ponad 100 lat – do 1944 – Zarzecze było domem rodzinnym, pełniąc równocześnie rolę ośrodka życia towarzyskiego, kulturalnego i gospodarczego, silnie promieniującego na okolicę.
Po śmierci Magdaleny Morskiej w 1847 roku, majątek przeszedł na własność jej brata Józefa Kalasantego Dzieduszyckiego, a następnie jego syna, hrabiego Włodzimierza Dzieduszyckiego (1885–1971).
Zarówno po powstaniu listopadowym, jak i podczas II wojny światowej, pałac dawał schronienie, najpierw powstańcom i emigrantom, a następnie żołnierzom AK oraz licznym przesiedleńcom i uciekinierom. W 1942 znalazł tu również schronienie, ukrywający się pod pseudonimem „siostra Cecylia”, ks. Stefan Wyszyński.
Po 1945 pałac i park w Zarzeczu stały się dla rodziny Dzieduszyckich wspomnieniem dawnego domu. Po latach dzięki współpracy i staraniom rodziny, oraz miejscowych władz udało się utworzyć w pałacu muzeum – oddział Muzeum w Jarosławiu – którego otwarcie miało miejsce 23 kwietnia 2008.
W muzeum prezentowanych jest wiele mebli z oryginalnego wystroju pałacu. Sukcesywnie poddawane są renowacji przywracają wcześniejszy charakter jednej z najpiękniejszych rezydencji arystokratycznych Podkarpacia.
Przy pałacu istnieje park romantyczny z przełomu XVIII i XIX w. o powierzchni około 9 ha.

## Opis
Pałac wybudowano w późnym stylu klasycystycznym, w jego modnej odmianie Empire, z charakterystyczną rotundą, nawiązującą do budowli starogreckich i rzymskich. Rezydencja powstała według projektu wybitnego architekta Piotra Aignera, który wcześniej współpracował z Izabelą Czartoryską, zaś przylegająca do pałacu oficyna została zaprojektowana przez Georga Szustera. Projekt budynku uwzględniał instrukcje i życzenia Magdaleny Morskiej, która projektowała także urządzanie wnętrz. Według jej rysunków wykonano wiele mebli w stylu empire, posadzki, a także dekoracje stiukowe. Duża część wyposażenia zachowała się do dziś.
Pałac usadowiony jest na południowym skraju wzgórza. Jest to budowla nieregularna, składająca się z dwóch brył: pałacu na planie prostokąta, piętrowego i wysoko podpiwniczonego z dużą, górującą nad nim rotundą w południowo-zachodnim narożu i oficyny piętrowej na podpiwniczeniu. Człony te leżące w linii prostej połączone są przylegającą do pałacu oranżerią przechodzącą w drewniany ganek. Dolna kondygnacja rotundy jest boniowana, a kondygnacja górna otoczona jest kolumnadą w porządku doryckim i przykryta jest stożkowatym daszkiem. Kolumnada obiega około 2/3 obwodu rotundy i nie obejmuje części stykającej się z pałacem.
Pałac jest dwutraktowy w kondygnacji parterowej, a w podpiwniczeniu i na pierwszym piętrze trakty są rozdzielone korytarzami. Żadna kondygnacja nie jest dominująca. Mimo większej wysokości pomieszczeń na parterze, najozdobniejsze i najbardziej reprezentacyjne pomieszczenia znajdowały się na pierwszym piętrze. Tutaj też mieścił się Salon Okrągły Górny, zaliczany do najpiękniejszych klasycystycznych sal w Polsce.
Prace nad parkiem (powierzchnia ok. 9 ha) trwały do 1840. Park został zaprojektowany przez Magdalenę Morską. Centralnym punktem kompozycji jest wzgórze, gdzie stanął pałac i oficyna. Istotnym elementem było pozostawienie starego drzewostanu, przede wszystkim starych dębów, jako części kompozycji założenia parkowego. Oprócz wiekowych kasztanowców, klonów, dębów i olch, na wielbicieli drzew czeka dendrologiczna perełka – korkowce amurskie (Phellodendron amurense). Przed pałacem zachował się 200-letni platan klonolistny (Platanus acerifolia), a od strony oranżerii – bardzo modny wówczas – tulipanowiec amerykański (Liriodendron tulipifera).

## Galeria

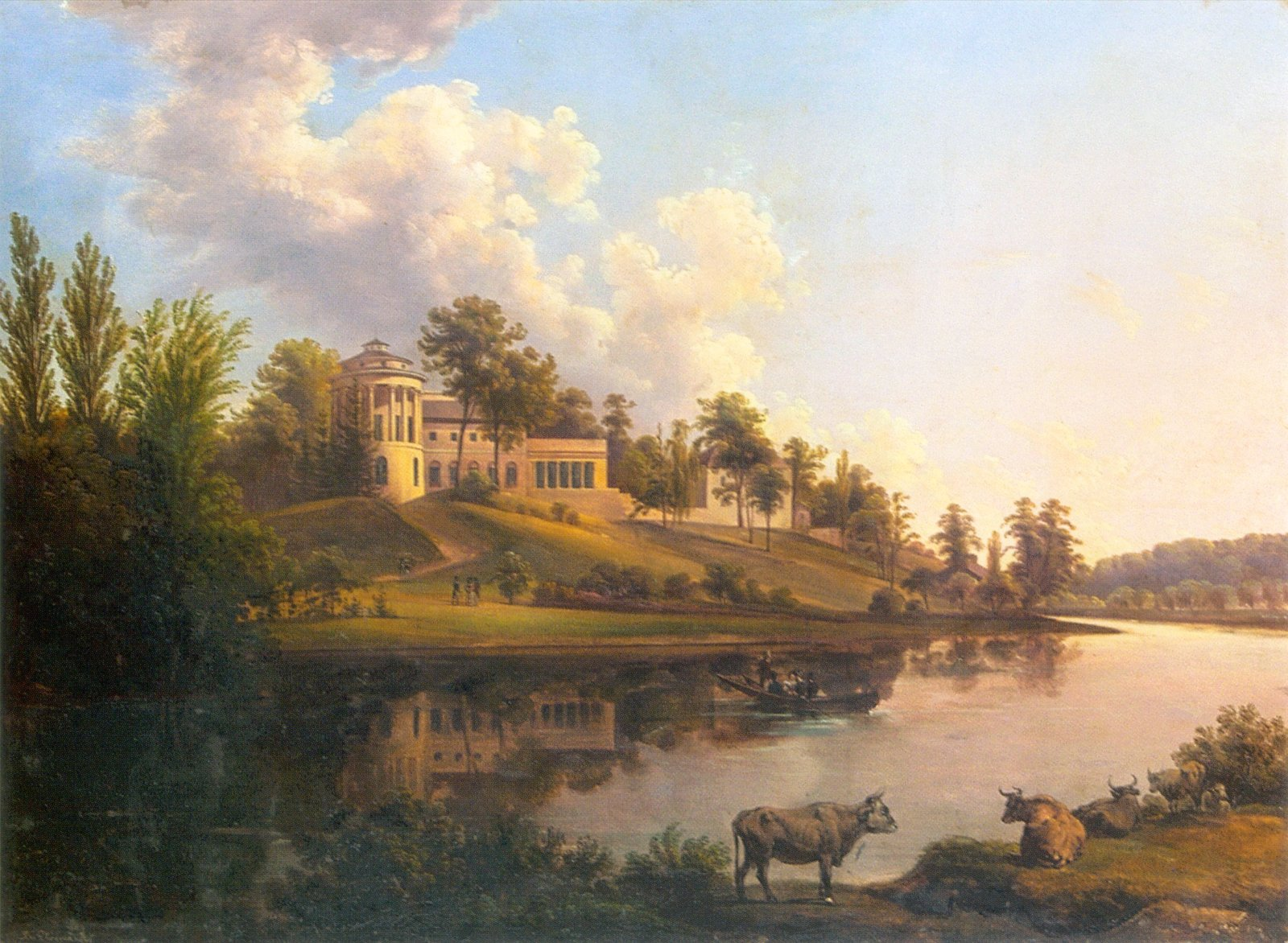
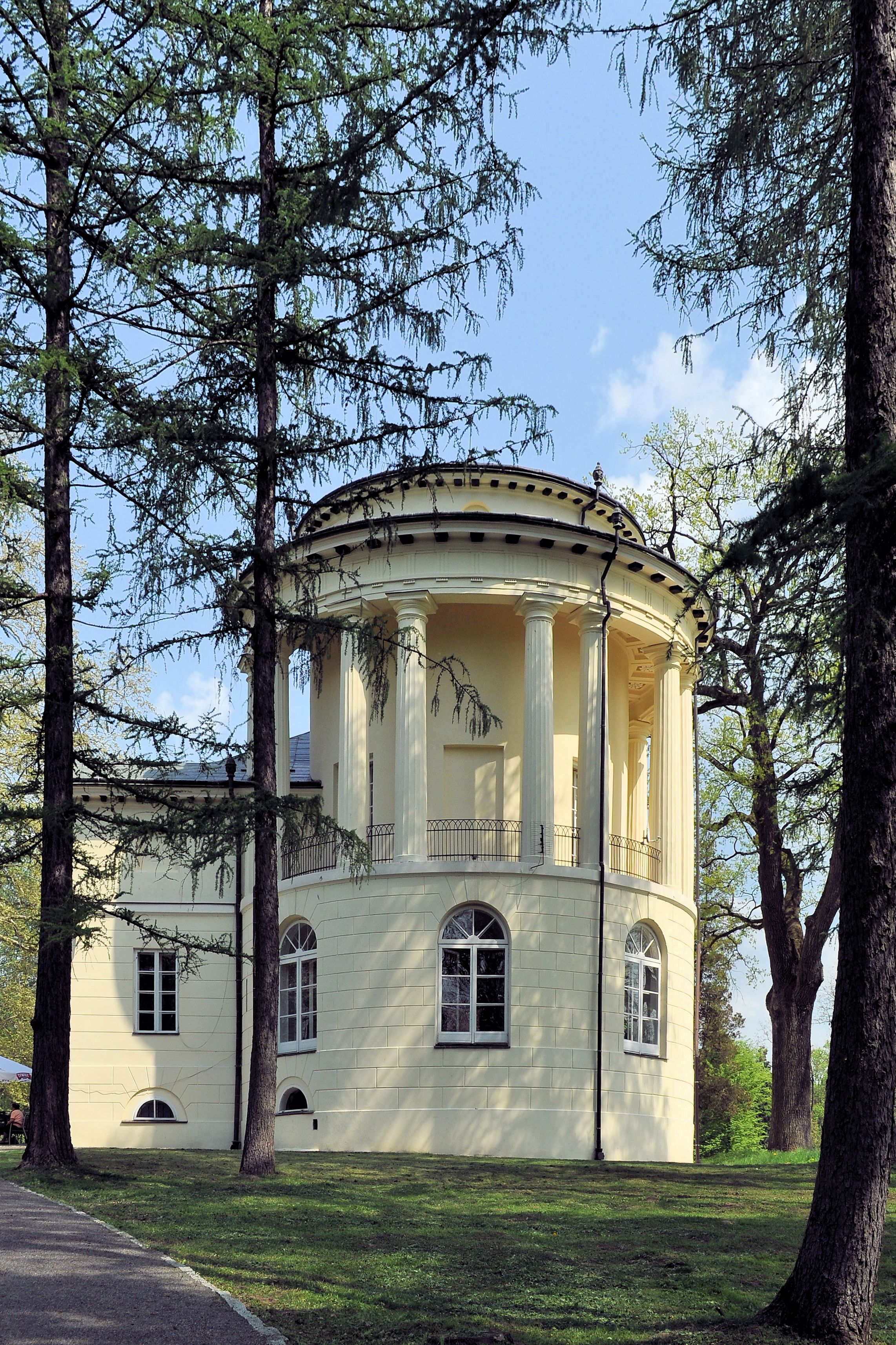
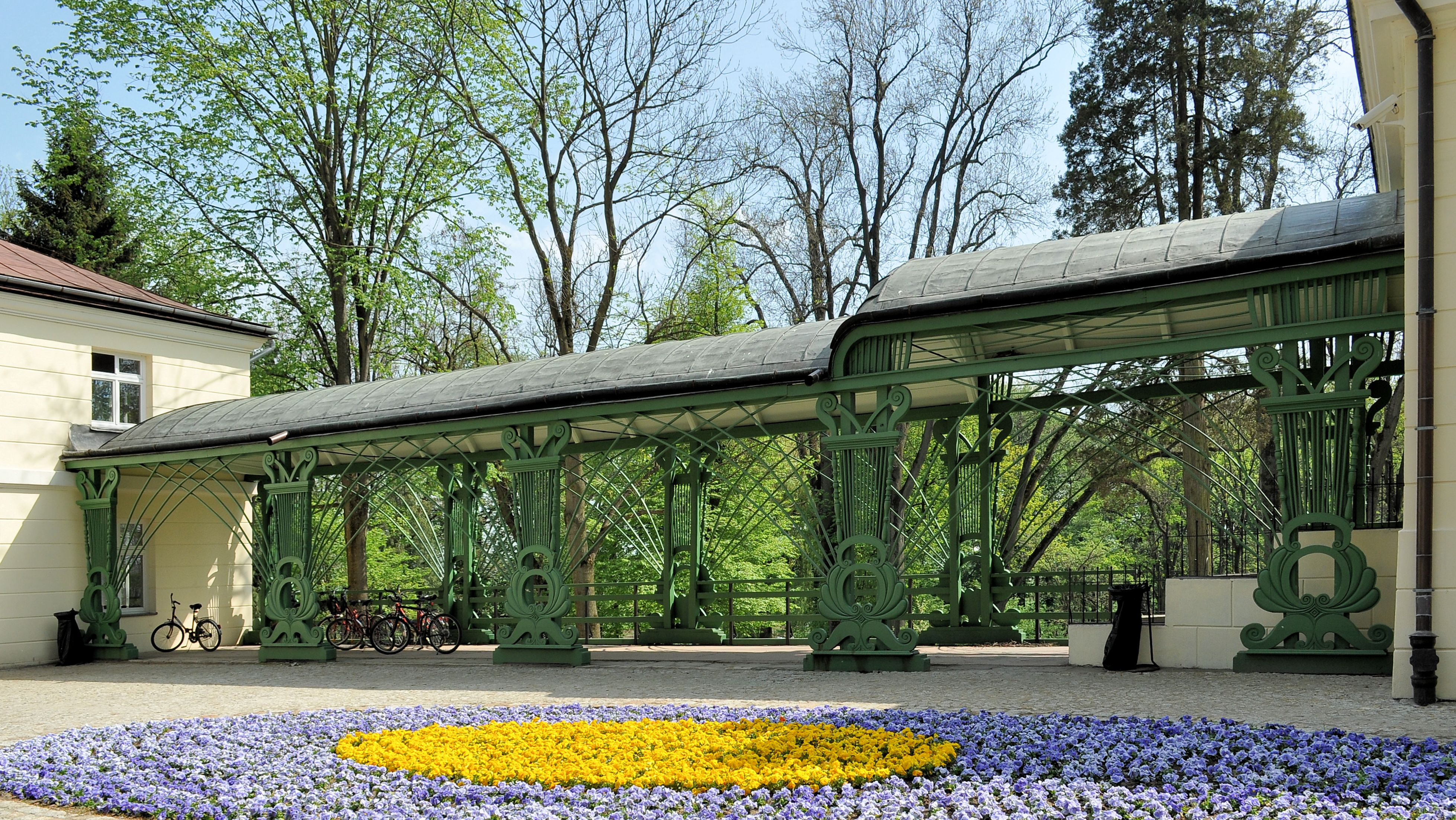
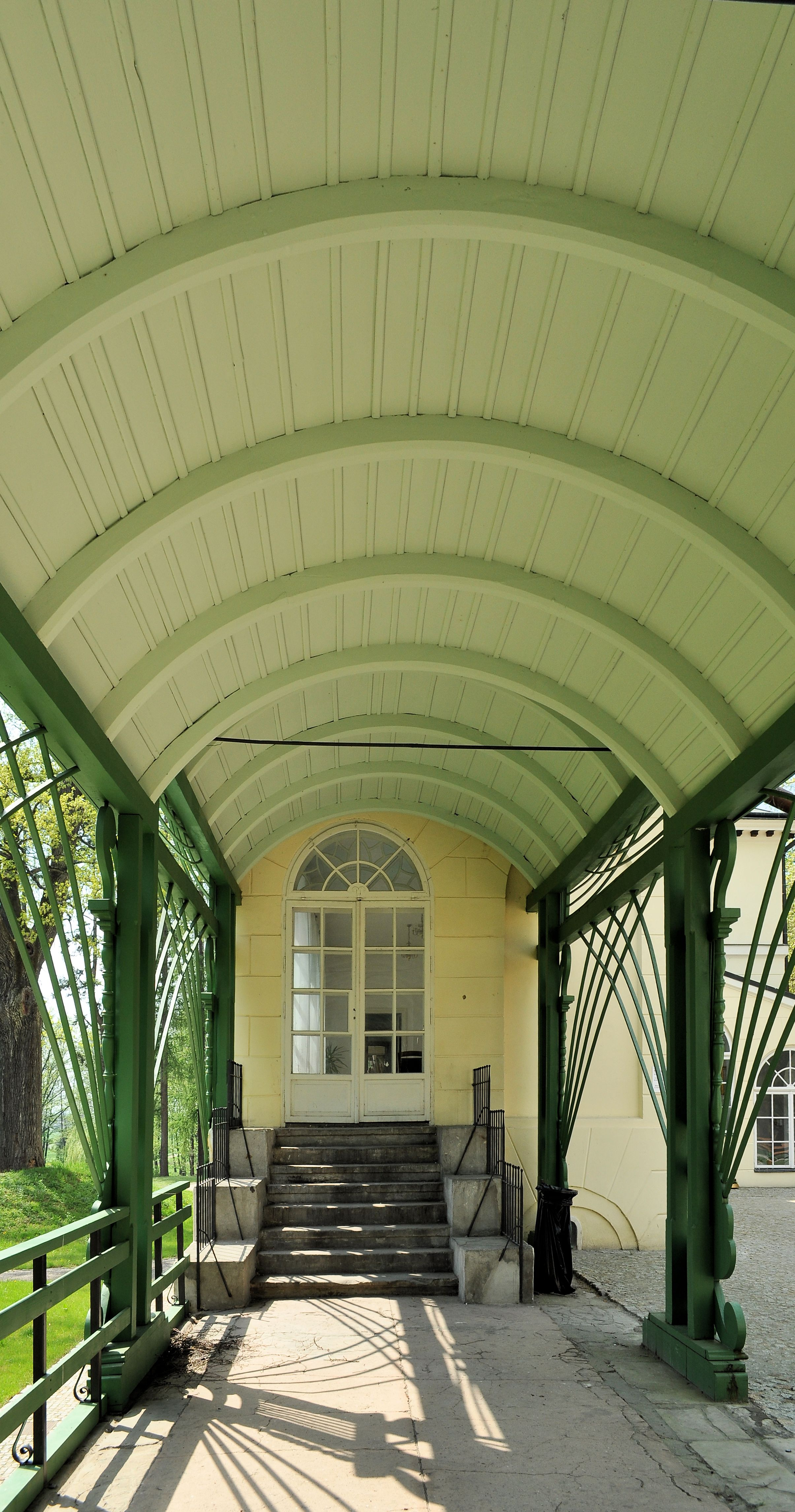
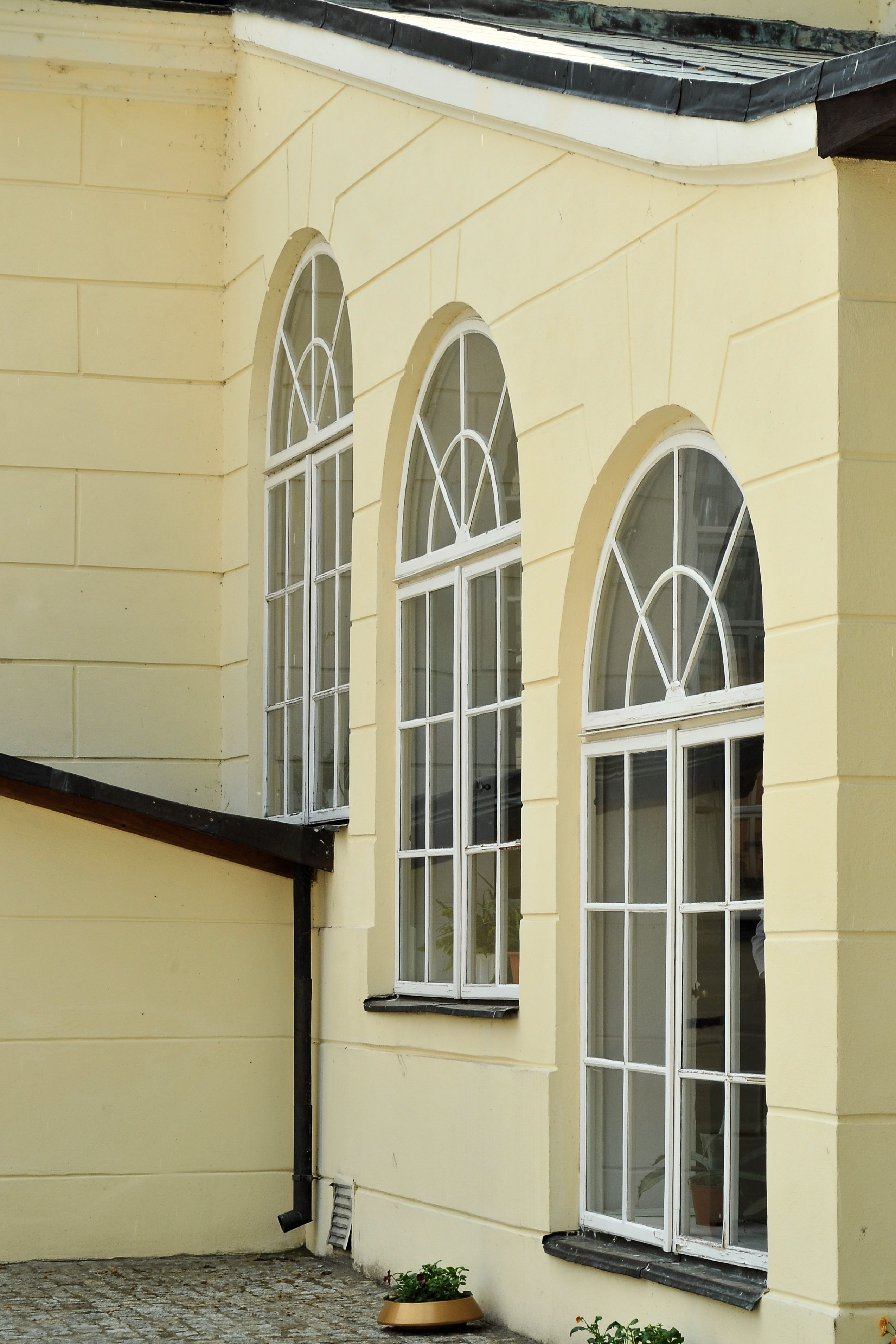
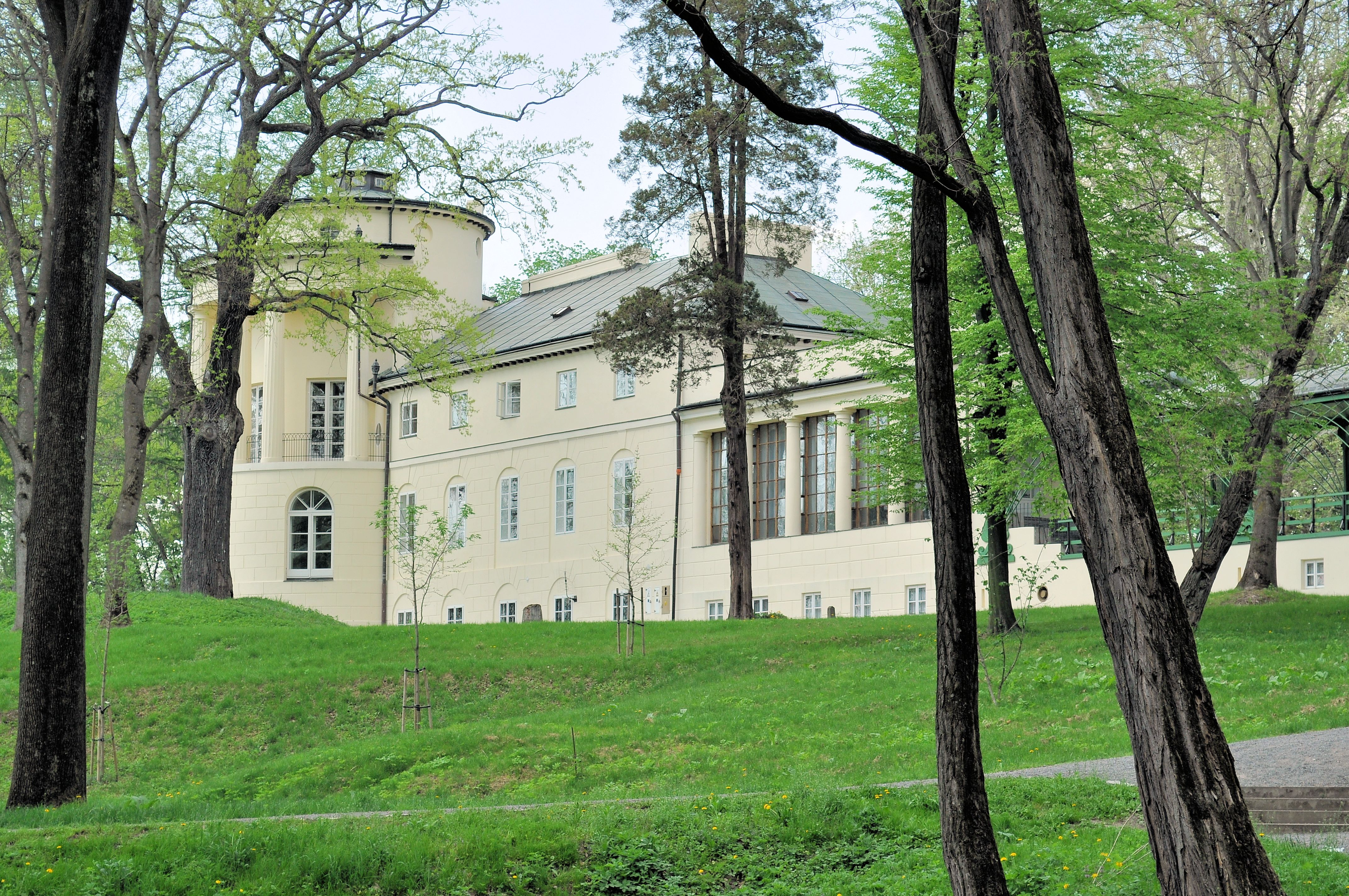
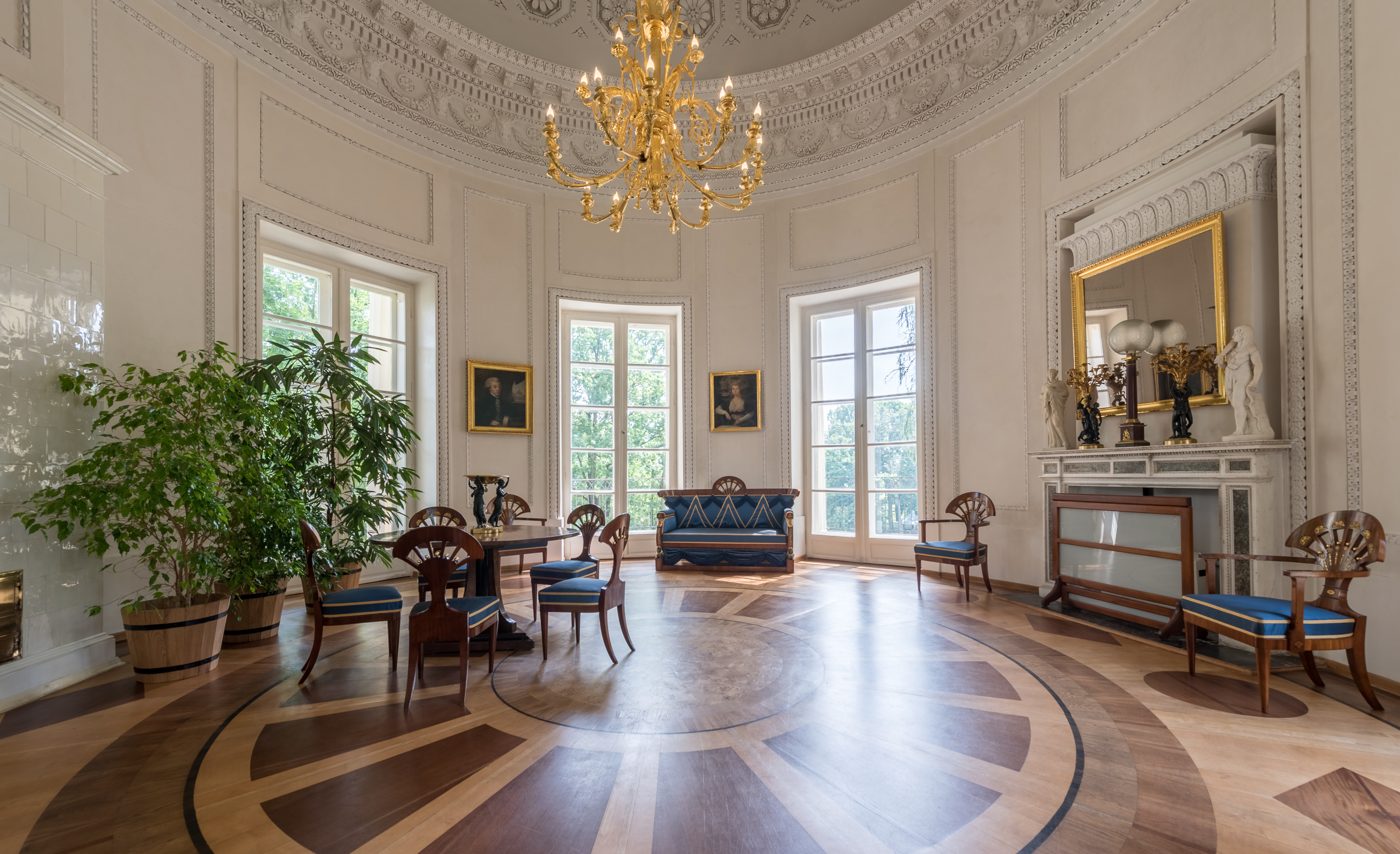
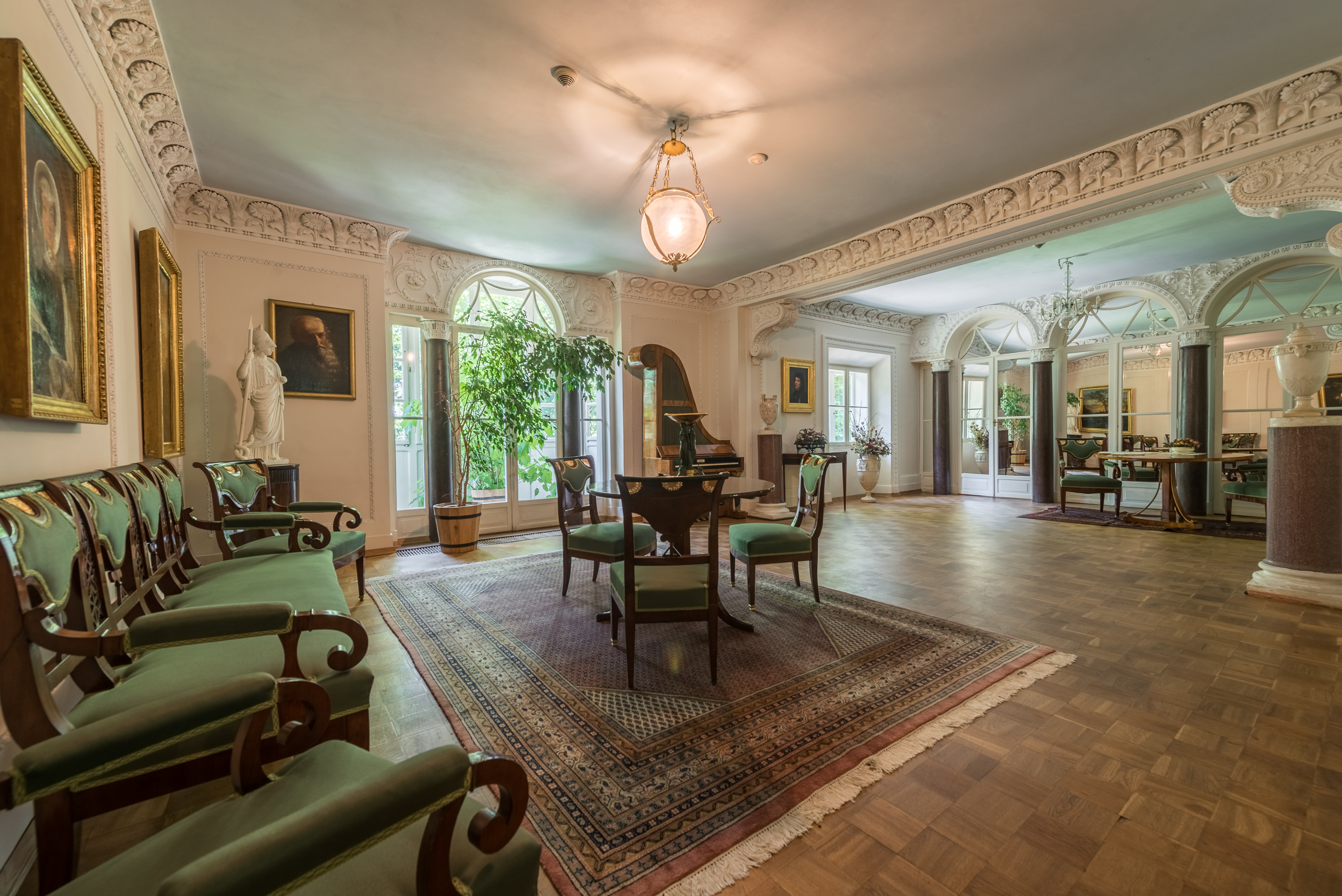
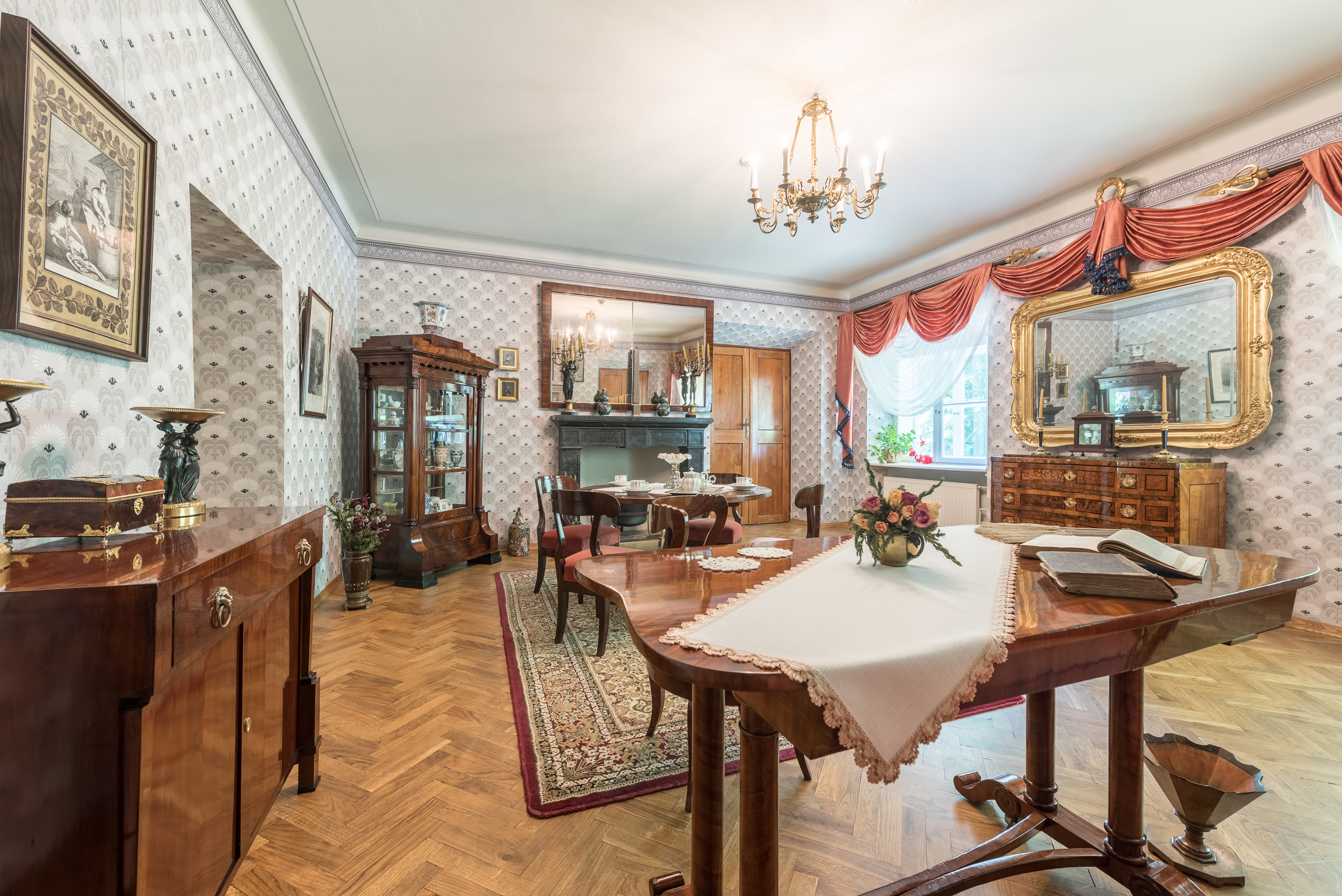
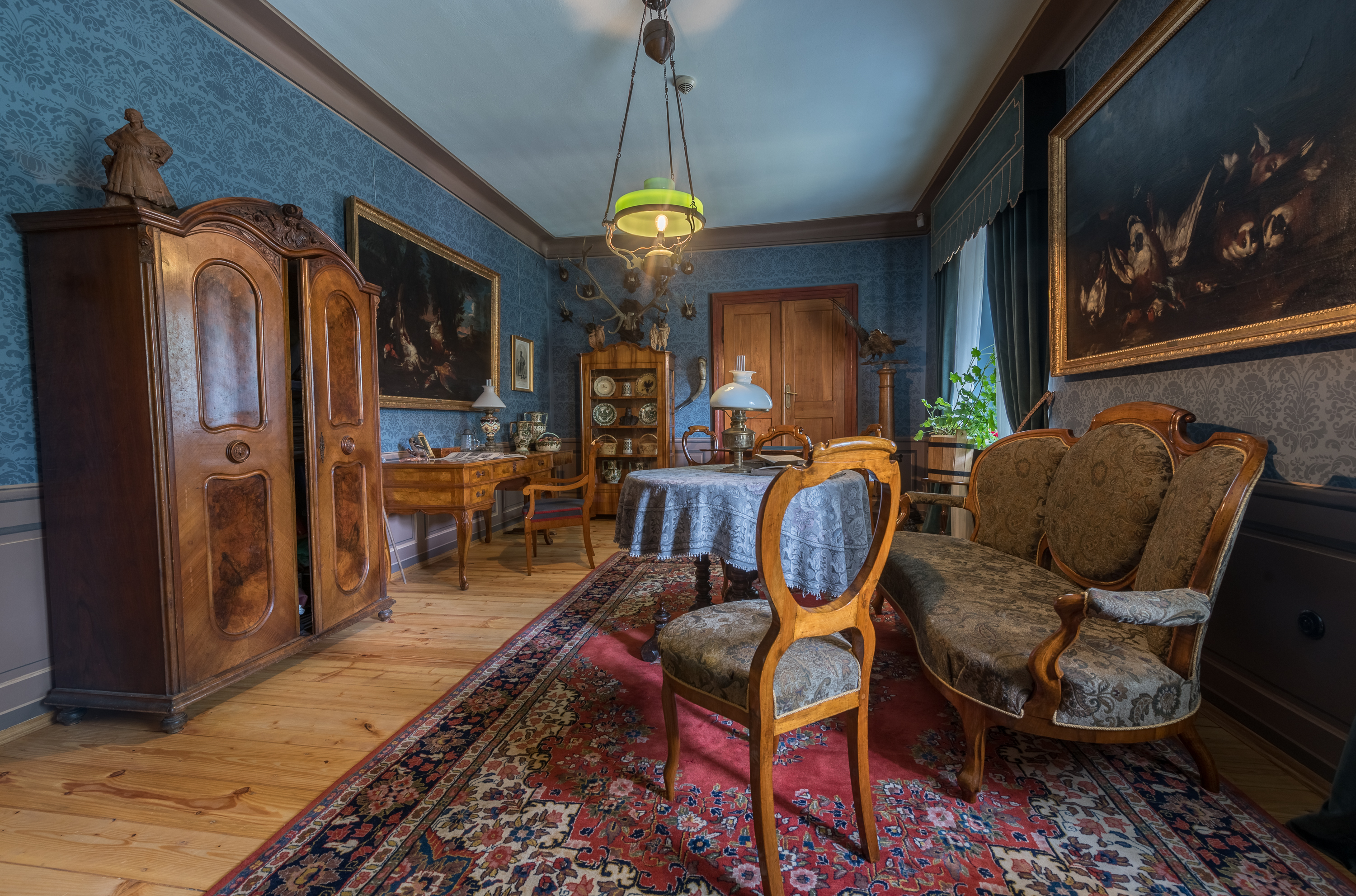
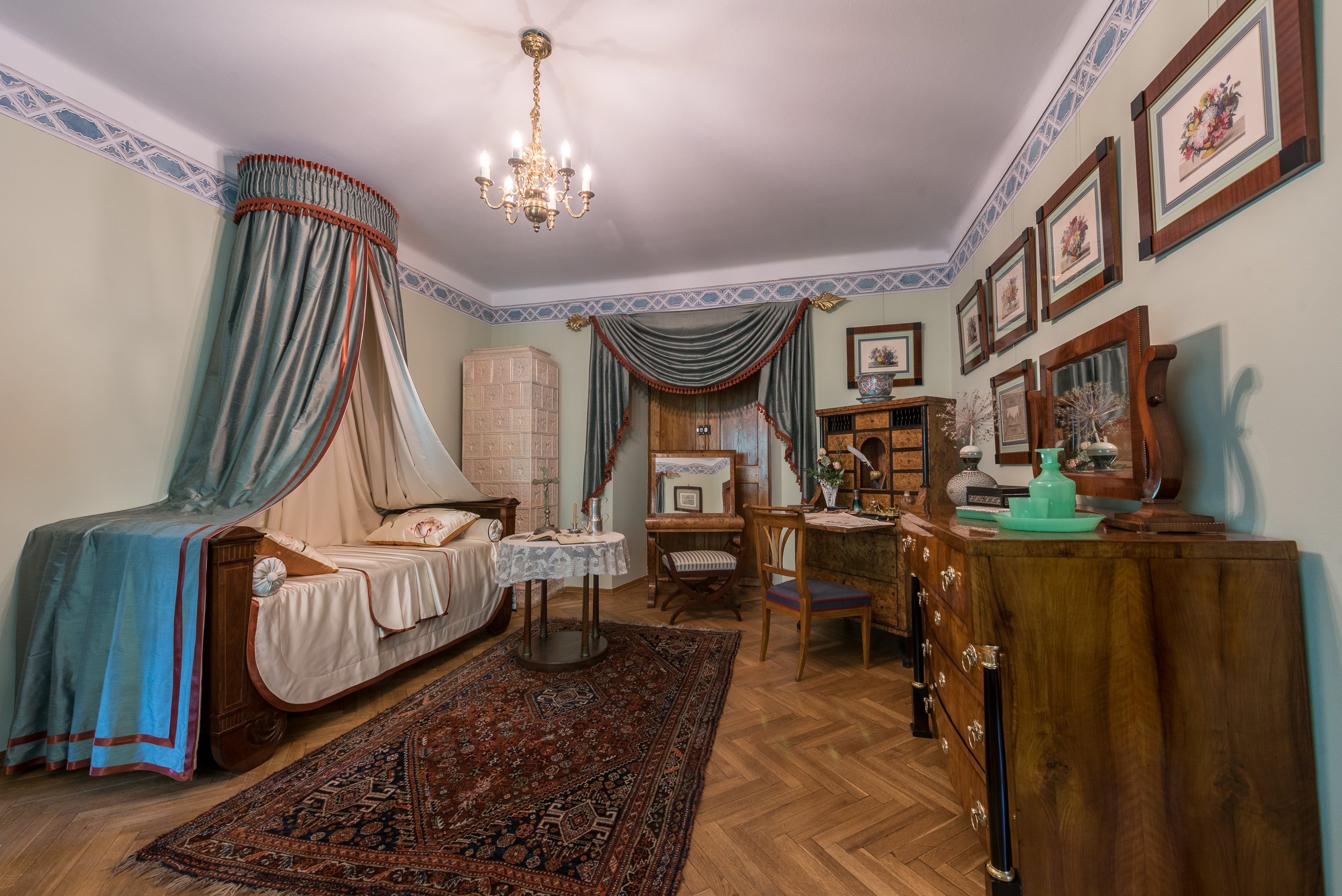
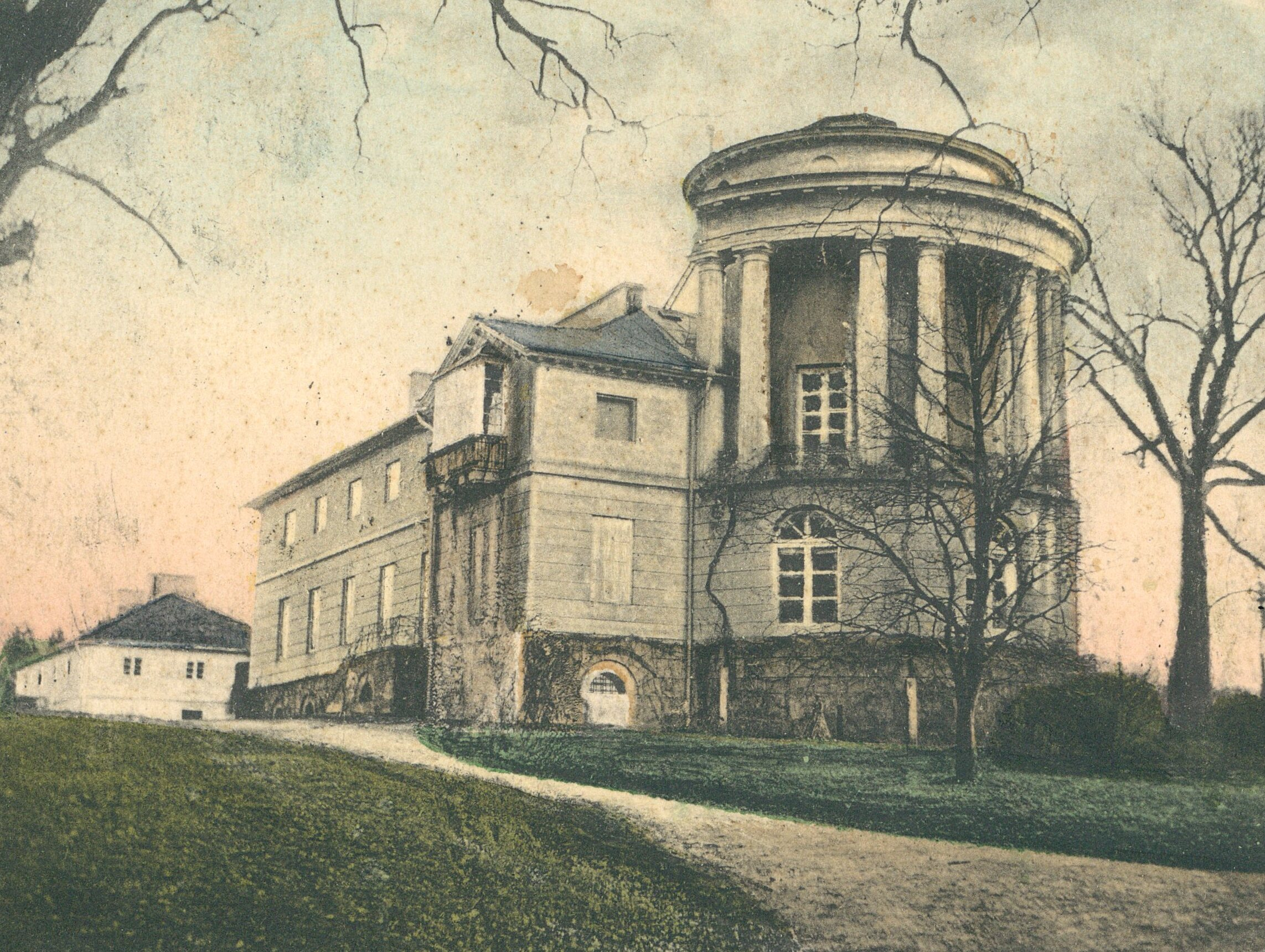
Widok pałacu około 1908